# Spot (franquicia)
Spot es un perro ficticio, protagonista de una serie de libros infantiles creados por Eric Hill, autor e ilustrador inglés. El éxito de los libros de Hill sobre Spot derivó a otras producciones, tales como una serie animada, álbumes musicales y juegos interactivos en CD-ROM.

## Historia
Eric Hill dibujaba caricaturas en su tiempo libre mientras trabajaba como mensajero en un estudio de arte cuando era adolescente, luego dibujó tiras cómicas y trabajó como diseñador, antes de inventar sus historias para su hijo pequeño Christopher sobre un cachorro amarillo, al cual más adelante bautizaría como Spot.
Sobre el diseño de Spot, Hill mencionó:

"Cuando dibujé a Spot por primera vez, me di cuenta de que cuando dibujaba la mancha en su cuerpo y la punta de su cola, estaba copiando las marcas en un avión. Crecí dibujando aviones, así es como aprendí a dibujar". "Estoy bastante convencido ahora, cuando miro hacia atrás, de que la formación real para dibujar caricaturas, que es, por supuesto, mi estilo, me llevó a producir Spot. Las caricaturas deben ser muy simples y tener la menor cantidad de palabras posible y también deben ser así los libros de Spot. Diseñé Spot a partir de mi experiencia anterior como diseñador e ilustrador. Fue bastante inconsciente, pero ahora puedo ver que he creado una marca registrada de este tipo, con el punto esencial en el cuerpo y un poco en la cola".
Eric Hill

"¿Dónde está Spot?", incorporó el concepto innovador de levantar una solapa a medida que se lee el cuento, algo ideado por Hill después de que notó un diseño de solapa en un folleto publicitario, se publicó en 1980 a cargo de la editorial Puffin Books y encabezó las listas de libros más vendidos del Reino Unido en cuestión de semanas. 
Hill continuó presentando más libros en la serie Spot y desarrollando las aventuras de los amigos y la familia del personaje en títulos como "El cumpleaños de Spot", "Spot va a la granja" y "Spot ama a sus amigos". Primero presentó a los amigos de Spot en "Spot va a la escuela".

"Pensé en los amigos: ¿deberían ser todos de diferentes razas de perros? Demasiado aburrido. Ofrecí amigos en forma de otros animales, como un hipopótamo (Helen), un cocodrilo (Tom), un mono (Steve), etc."
Eric Hill

Hill también mencionó sentirse muy identificado con Spot: 

"Cuando muestra entusiasmo el día de Navidad y grita 'Yippee', ese soy yo. Me encanta el personaje, es mi amigo y me siento cómodo con él. Inconscientemente, veo las cosas desde el punto de vista del perro, así que Spot está conmigo."
Eric Hill

Con el tiempo, los libros fue traducidos a más de sesenta idiomas, superando los 60 millones en ventas en todo el mundo. Spot es conocido como "Dribbel" en Países Bajos, "Tippens" en Suecia, "Bolinha" en Portugal y "Tassen" en Noruega.
En las versiones africanas del libro, Spot se traduce como "Otto", que se cree que es el apellido de un amigo sudafricano de Hill. Este nombre se ha atribuido a Spot, ya que se creía que muchos de los libros estaban inspirados en la vida del amigo antes mencionado, J. Otto.

## Personajes

### Principales
- Spot: El protagonista de la serie. Es un cachorro amarillo con una mancha marrón a cada lado de su cuerpo y una punta marrón en la cola, Spot está lleno de curiosidad, ayuda y un gran deseo de aprender.
- Sally: La madre de Spot. Ella también es amarilla y tiene una mancha marrón en la espalda que rodea la parte posterior de su cuerpo, así como dos manchas marrones a cada lado de su cuerpo y una punta marrón en la cola. Gran parte de la primera historia, ¿Dónde está Spot?, implica que ella va por la casa buscando a Spot.
- Sam: El padre de Spot. También es amarillo, pero sin manchas en su cuerpo.
- Susie: La hermana pequeña de Spot, es amarilla pero tiene una mancha café en la espalda.
- Helen: Un hipopótamo azul que es el mejor amigo de Spot. En la serie animada su color es azul oscuro y tiene caídas debajo de los ojos en la primera serie de The Adventures of Spot. Comenzando con episodios posteriores de la primera temporada, se rediseña con una apariencia más juvenil y menos intimidante, se vuelve azul claro y pierde la caída debajo de los ojos. A partir de la segunda temporada, se convierte en un tono de azul cada vez más claro.
- Steve: Un mono marrón con cara bronceada, es juguetón y lleno de sorpresas.
- Tom: Un cocodrilo verde que es el tercer mejor amigo de Spot. Comenzó con un color verde oscuro en la primera temporada de la serie animada. También luce incisivos de aspecto bastante afilado y una coloración roja dentro de la boca. Al igual que Helen, también se rediseña con una apariencia más juvenil y menos intimidante, perdiendo los incisivos afilados y los sacos oculares blancos. A partir de la segunda temporada, también cambia a un tono más claro de verde. Le encanta ir a pescar. Tom ama el tambor, considerado su instrumento favorito. Su padre es el alcalde de la ciudad.

### Secundarios
- Billy: Un oso pardo al que le encanta comer. Aparece en la primera temporada de "Las aventuras de Spot".
- Clare: Una tortuga verde.
- Cybil: Una gata naranja que es la antagonista de la serie. Tiene una personalidad muy grosera, como se ve en los episodios "El hueso perdido de Spot" y "El primer paseo de Spot", donde asusta a Spot. Ella aparece solo en la primera temporada de "Las aventuras de Spot". En los EE. UU., su personalidad grosera se atenuó.
- Señor. Canguro: El vecino de Spot, un canguro marrón que habla con acento australiano ya que los canguros son un animal nativo de Australia. Aparece solo en la primera temporada de "Las aventuras de Spot"
- Leo: Un león naranja.
- Sidney: Una serpiente de color verde amarillento.
- La mamá de Steve: solo apareció en Spot Sleeps Over.
- El Alcalde: es el padre de Tom.

## Serie animada
Con el éxito de los libros, la BBC encargó una serie animada, que se estrenó el 9 de abril de 1987, con Paul Nicholas proporcionando la narración y narrada de nuevo en 2000 por Jane Horrocks. La serie se emitió en canales de televisión de todo el mundo, incluido RTÉ en Irlanda, con la serie doblada a un idioma irlandés con el título Echtrai Bhrain. Se lanzó una versión en DVD en Japón en 2005 con pistas de sonido en japonés, inglés e instrumental. Los DVD usaban el mismo nombre para Spot que los libros en Japón, siendo コ ロ ち ゃ ん (Korochan).

### Las aventuras de Spot: Primera temporada (1987)
La primera serie de The Adventures of Spot, animada y producida por King Rollo Films, se emitió en la BBC entre el 9 de abril y el 17 de julio de 1987. Constaba de 13 episodios, cada uno de 5 minutos. Los episodios fueron narrados por Paul Nicholas (versión original) y la música fue compuesta por Duncan Lamont (versión original).
Episodios de esta serie:
- "Paquete sorpresa de Spot" (9 de abril de 1987)
- "Spot's Lost Bone" (16 de abril de 1987) [5]
- "El primer paseo de Spot" (23 de abril de 1987)
- "Spot in the Woods" (30 de abril de 1987)
- "Fiesta de cumpleaños de Spot" (7 de mayo de 1987)
- "¿Dónde está Spot?" (14 de mayo de 1987)[6]
- "Dulces sueños, Spot" (20 de mayo de 1987)
- "Spot va a la escuela" (28 de mayo de 1987)
- "Spot va al circo" (4 de junio de 1987)
- "Spot sigue su nariz" (11 de junio de 1987)
- "Spot Goes Splash" (18 de junio de 1987)
- "Spot's Windy Day" (16 de julio de 1987)
- "Spot Goes to the Beach" (17 de julio de 1987)[7]

### Las aventuras de Spot: Segunda temporada (1993)
La segunda serie de The Adventures of Spot se emitió entre el 6 de septiembre y el 20 de diciembre de 1993 y, al igual que la primera serie, constaba de 13 episodios de 5 minutos. Una vez más, los episodios fueron producidos por King Rollo Films. Paul Nicholas regresó como narrador y Duncan Lamont regresó como compositor de la música.
Episodios de esta serie:
- "Spot va a la granja" (6 de septiembre de 1993)[8]
- "Spot se queda dormido" (9 de septiembre de 1993)
- "Spot hace un pastel" (13 de septiembre de 1993)
- "Spot va al parque" (16 de septiembre de 1993)
- "Spot encuentra una llave" (20 de septiembre de 1993)
- "Spot en el jardín" (23 de septiembre de 1993)
- "Spot va a una fiesta" (27 de septiembre de 1993)
- "Deportes de invierno de Spot" (15 de noviembre de 1993) [9]
- "Spot va a la feria" (22 de noviembre de 1993)
- "El juguete favorito de Spot" (29 de noviembre de 1993)
- "El primer picnic de Spot" (6 de diciembre de 1993)
- "Spot at the Playground" (13 de diciembre de 1993)
- "La hora del cuento con Spot" (20 de diciembre de 1993)

### Las aventuras musicales de Spot (2000)
Se emitió entre el 25 de octubre y el 10 de noviembre de 2000. Al igual que The Adventures of Spot, esta serie constaba de trece episodios, pero esta vez con una canción corta. El formato de la serie volvió al formato de narración utilizado antes de los especiales. Para estos episodios, sin embargo, a la comediante Jane Horrocks se le asignó el papel de la narración y las voces, en lugar de Paul Nicholas. Los episodios y las canciones fueron escritos por Andrew Brenner, y las canciones fueron interpretadas por el actor estadounidense residente en Londres Dan Russell.
Episodes:
- "Spot's Show" (25 de octubre de 2000)
- "Spot's Treehouse" (26 de octubre de 2000)
- "Spot's Breakfast" (27 de octubre de 2000)
- "Spot's Horse" (released in the U.S. as "Spot's Hobby Horse") (30 de octubre de 2000)
- "Spot's Grandpa" (31 de octubre de 2000)
- "Spot's Umbrella" (1 de noviembre de 2000)
- "Spot's Band" (2 de noviembre de 2000)
- "Spot's Bath" (3 de noviembre de 2000)
- "Spot's Tent" (6 de noviembre de 2000)
- "Spot Tidies Up" (released in the U.S. as "Spot Cleans Up") (7 de noviembre de 2000)
- "Spot Helps Grandma" (8 de noviembre de 2000)
- "Spot's School Trip" (9 de noviembre de 2000)
- "Hide and Seek" (released in the U.S. as "Spot Plays Hide and Seek") (10 de noviembre de 2000)

## Especiales en VHS

### Es divertido aprender con Spot - Fase 1 (1990)
La primera fase de It's Fun to Learn With Spot, producida por Spitfire Television y Living Doll Productions y lanzada en VHS. Constaba de cuatro episodios, cada uno de aproximadamente quince minutos de duración. Estos episodios fueron expresados y narrados por Peter Hawkins. El tema musical utilizado en The Adventures of Spot fue autorizado por King Rollo Films, por lo que la melodía familiar de Duncan Lamont se escuchó al principio y al final de cada episodio. Sin embargo, la música en el programa se mantuvo al mínimo.
- "Alfabeto de Spot"
- "Año ocupado de Spot"
- "Spot aprende a contar"
- "Spot dice la hora"

### Es divertido aprender con Spot - Fase 2 (1994)
La segunda fase de It's Fun to Learn With Spot y, al igual que el primer VHS, constaba de cuatro episodios de quince minutos. Sin embargo, los episodios fueron producidos por King Rollo Films y conservaron los talentos de Paul Nicholas y Duncan Lamont, en el Reino Unido.
Episodios de esta serie:
- "Spot mira los opuestos"
- "El primer juego de palabras de Spot"
- "Miradas puntuales a los colores"
- "Miradas puntuales a las formas"

Nota: Las dos fases de It's Fun to Learn with Spot a menudo se enumeran como una serie, incluso en el sitio web de Penguin Television. Sin embargo, como se señaló, las dos fases fueron producidas con cuatro años de diferencia por dos empresas diferentes y tienen un diseño muy diferente.

### La Navidad mágica de Spot (1995) y Spot y sus abuelos van al carnaval (1997)
Spot's Magical Christmas se estrenó en 1995 y Spot and his Grandparents Go to the Carnival en 1997. Estos dos especiales, ambos de treinta minutos de duración, tienen algunas diferencias notables con la serie normal. En primer lugar, no tienen narración y cada personaje tiene una voz distinta. La boca de los personajes también se mueve al hablar, en comparación con los otros episodios, en los que la boca de los personajes permanece estática y todo el episodio se narra como una historia. También hay varias canciones en los especiales, como en It's Fun to Learn With Spot.